# فاطمه دربندی
فاطمه دربندی لقب‌گرفته به ستُ العجم (به‌معنای: بانوی بزرگوار ایرانی) (۱۲۶۲ - ۱۳۷۲) (فاطمه بنت محمد بن محمد بن جبرئیل دربندی) بانوی محدث ایرانی که بیشتر در شام و مصر زیست. از بزرگان بسیاری علم حدیث آموخت و ردی بر محمد بن جریر طبری نگاشت.